# Dúbrava (Liptovský Mikuláš)
Dúbrava (ungarisch Dubrava) ist eine Gemeinde im Norden der Slowakei, mit 1192 Einwohnern (Stand 31. Dezember 2024), die zum Okres Liptovský Mikuláš, einem Teil des Žilinský kraj gehört und zur traditionellen Landschaft Liptau gezählt wird.

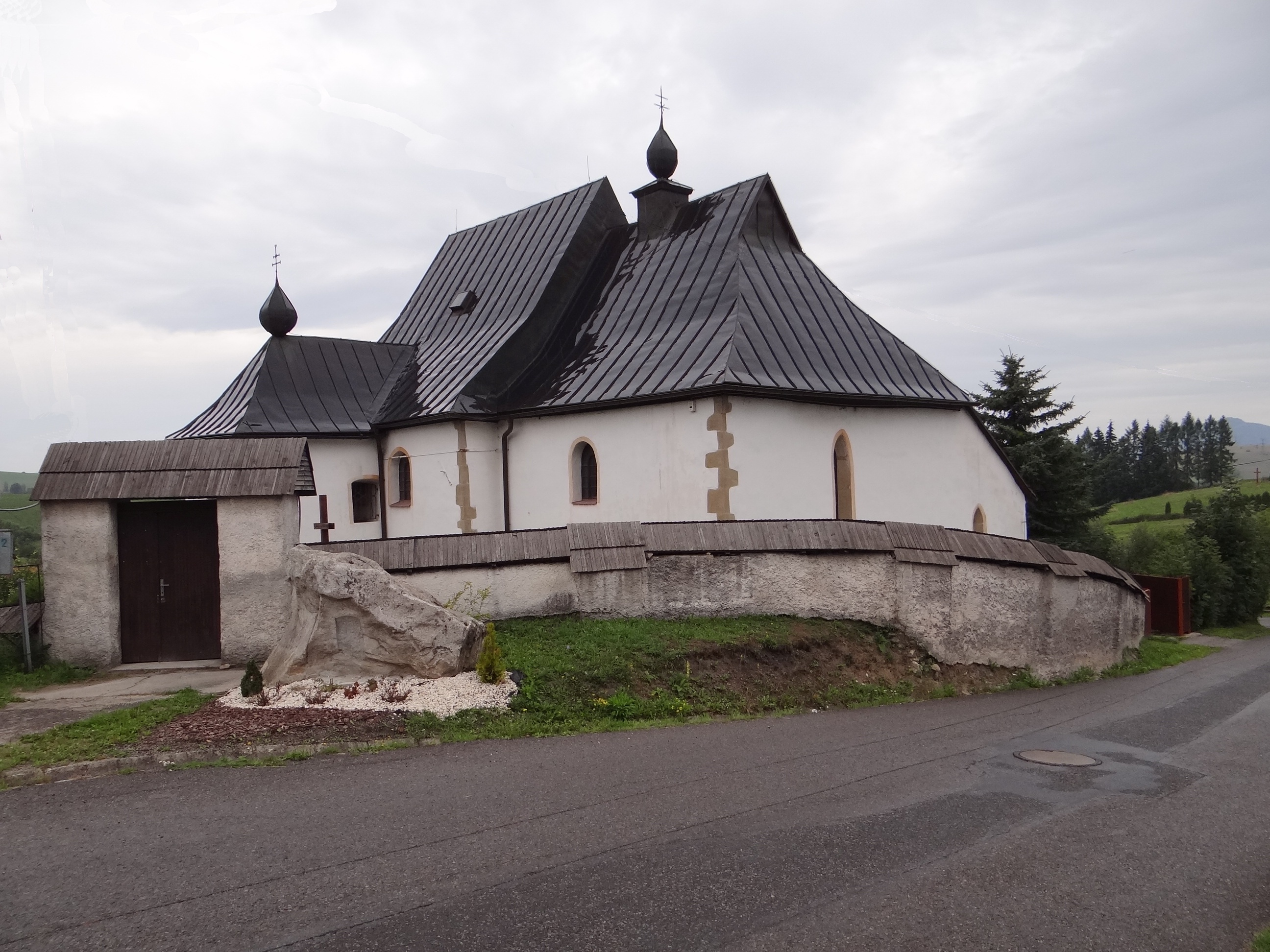

## Geographie
Die Gemeinde befindet sich in der mittleren Liptau. Das 23,2 km² große Gemeindegebiet erstreckt sich vom Talkessel Podtatranská kotlina im Norden (602 m n.m.) bis auf den Hauptkamm der Niederen Tatra im Süden (Berg Chabenec, 1955 m n.m.). Quer durch das Gemeindegebiet fließt der Bach Dúbravka, der in die Waag über den Liptauer Stausee mündet. Das Ortszentrum liegt auf einer Höhe von 636 m n.m. und ist 16 Kilometer von Liptovský Mikuláš sowie 21 Kilometer von Ružomberok entfernt.

## Geschichte
Der Ort wurde zum ersten Mal 1372 als Dobrava schriftlich erwähnt und gehörte zu örtlichen Edelmännern. Nach Fragmenten aus der örtlichen Kirche wird die Entstehung des Dorfes auf das letzte Drittel des 13. Jahrhunderts datiert. 1828 sind 71 Häuser und 694 Einwohner verzeichnet.
In der Niederen Tatra bei der Gemarkung Dechtárka bestanden seit dem 18. Jahrhundert Eisenerz- und Antimonbergwerke. Diese wurden 1908 eingestellt, worauf die meisten Bergleute nach Frankreich, Belgien oder zu den Bergwerken in Handlová auswanderten. Die Antimonbergwerke wurden kurz nach 1945 wieder eröffnet und bis in die 1990er Jahre betrieben.
Bis 1918 gehörte der im Komitat Liptau liegende Ort zum Königreich Ungarn und kam danach zur Tschechoslowakei bzw. heute Slowakei.

### Name
Der Name Dúbrava bedeutet wörtlich „Eichenhain“ und nimmt Bezug auf die einst großen Eichenwälder in der Gegend.

## Bevölkerung
| Jahr:                | 1994. | 2004.   | 2014.   | 2024.   |
| -------------------- | ----- | ------- | ------- | ------- |
| Anzahl der Personen: | 1373  | 1294    | 1246    | 1192    |
| Unterschied:         |       | -5,75 % | -3,70 % | -4,33 % |

| Jahr:                | 2023. | 2024. |
| -------------------- | ----- | ----- |
| Anzahl der Personen: | 1192  | 1192  |
| Unterschied:         |       | +0 %  |

Ergebnisse nach der Volkszählung 2001 (1329 Einwohner):
| Nach Ethnie: - 99,40 % Slowaken - 0,23 % Tschechen - 0,15 % Magyaren | Nach Konfession: - 61,70 % römisch-katholisch - 27,77 % evangelisch - 7,00 % konfessionslos - 3,16 % keine Angabe |

## Bauwerke
- römisch-katholische Andreaskirche, ursprünglich im 13. Jahrhundert im gotischen Stil erbaut, heute barock gestaltet